# Eremomela badiceps
La eremomela capirotada (Eremomela badiceps)
es una especie de ave paseriforme de la familia Cisticolidae propia de África occidental y central.

## Distribución y hábitat
Se la encuentra en Angola, Benín, Camerún, República Centroafricana, República del Congo, República Democrática del Congo, Costa de Marfil, Guinea Ecuatorial, Gabón, Ghana, Guinea, Liberia, Nigeria, Sierra Leona, Sudán del Sur, Togo y Uganda.
Su hábitat natural son los bosques secos tropicales y los bosques bajos húmedos tropicales.